# El Walamo
Walamo es una localidad del municipio de Mazatlán, Sinaloa. (México).
Su principal actividad es la pesca y agricultura.
Según el censo de población de 2005, tiene 2.824 habitantes.
Se localiza geográficamente en los 23º08'25" N y los 106º14'46" W, tiene una altitud de 10 nsnm.
Se conecta a Mazatlán, por un camino pavimentado que dista del puerto unos 25 km.

### Agricultura y Economía
El Walamo es conocido por su altamente productivo valle agrícola, destacándose en el cultivo de chile y tomate, que son los principales productos de la región y contribuyen significativamente a la economía local. También se producen frijol y maíz, aunque en menor medida.
Con una población de más de 3,000 habitantes, El Walamo se ha convertido en un importante centro agrícola, atrayendo trabajadores temporales de diversas partes del sur de México. Muchos de estos trabajadores permanecen en la zona durante largos periodos, empleados principalmente en el sector agrícola, que ofrece trabajo estable durante gran parte del año. La región es especialmente reconocida por producir algunas de las mejores variedades de chile, que se distribuyen ampliamente en el país, especialmente en el norte de México y el Estado de México.

### Infraestructura y Desafíos
A pesar de su industria agrícola activa y en crecimiento, El Walamo enfrenta importantes desafíos de infraestructura. La comunidad sufre de un desarrollo insuficiente, con calles en mal estado, falta de agua potable y deficiente alumbrado público. El agua suministrada a la localidad suele estar contaminada e inadecuada para el consumo, un problema recurrente que los residentes han denunciado en múltiples ocasiones ante las autoridades locales, aunque estas preocupaciones suelen ser ignoradas hasta épocas electorales.

### Turismo y Atractivos Naturales
Los visitantes que se dirigen a El Walamo disfrutan de un paisaje escénico durante su trayecto a través de Villa Unión, con vistas a vastos campos agrícolas y una diversa vida silvestre. Sin embargo, al llegar al pueblo, las calles suelen verse abandonadas, con polvo y baches, lo que representa una queja frecuente tanto para los habitantes como para los turistas. Además, el pueblo funciona como punto de paso para personas que viajan a la región en busca de camarón y pescado, productos de su activa industria pesquera.

### Religión, Cultura y Eventos Comunitarios
El Walamo alberga la Iglesia de San Isidro Labrador, que recientemente fue renovada con el apoyo de los residentes locales. La comunidad también celebra un evento anual importante cada 23 de marzo, en honor al ejido, aunque la edición de 2020 fue cancelada debido a la pandemia de COVID-19.